# Берендино (посёлок станции)
Бере́ндино — посёлок станции в Воскресенском муниципальном районе Московской области. Входит в состав сельского поселения Ашитковское. Население — 174 чел. (2010).

## География
Посёлок станции Берендино расположен в восточной части Воскресенского района, примерно в 9 км к северо-востоку от города Воскресенска. Высота над уровнем моря 147 м. В 2 км к северо-востоку от посёлка протекает река Десна. Ближайший населённый пункт — село Барановское.

## Название
Название по соседней деревне Берендино.

## История
В 1940 году была открыта станция Берендино, впоследствии при станции вырос посёлок.
До муниципальной реформы 2006 года посёлок входил в состав Барановского сельского округа Воскресенского района.

## Население
По переписи 2002 года в деревне проживало 180 человек (73 мужчины, 107 женщин).
| 2002 | 2010 |
| ---- | ---- |
| 180  | ↘174 |